# ハワイ州第1選挙区
ハワイ州第1区（ハワイしゅうだい1く、英語: Hawaii's 1st congressional district）は、アメリカ合衆国連邦下院の選挙区。1971年に設置された。

## 概要
1959年にハワイとアラスカが州に昇格した。次の国勢調査が行われるまで、両州には全州選挙区が設置され、1人の議席を配分された。次の1960年国勢調査で、ハワイは2人目の議席を獲得したが、選挙区は設置されなかった。
1971年、州都であるホノルルを中心とする人口密集地帯のハワイ州第1選挙区と、それ以外の地域のハワイ州第2選挙区が設置された。その後、10年ごとの国勢調査で選挙区の一部が変更されている。

### 区域
- ホノルル郡の一部

### データ
- 人口(2019年) - 720,786人[1]
- 分布(2010年) - 都市人口： 99.73%/ 農村人口： 0.27%[2]
- 世帯収入の中央値(2019年) - 86,674ドル[1]
- 民族構成 - アジア系(38.6%)、白人(24.7%)、複数人種(23.6%)、ハワイ先住民/その他の太平洋諸島系(10.0%)[3]

## 選挙区の変遷
| 議会                          | 領域            |
| ----------------------------- | --------------- |
| 第92議会 （1971年 - 1973年）  | 1971年 - 1981年 |
| 第93議会 （1973年 - 1973年）  | 1971年 - 1981年 |
| 第94議会 （1975年 - 1977年）  | 1971年 - 1981年 |
| 第95議会 （1977年 - 1979年）  | 1971年 - 1981年 |
| 第96議会 （1979年 - 1981年）  | 1971年 - 1981年 |
| 第97議会 （1981年 - 1983年）  | 1981年 - 1983年 |
| 第98議会 （1983年 - 1985年）  | 1983年 - 1993年 |
| 第99議会 （1985年 - 1987年)   | 1983年 - 1993年 |
| 第100議会 （1987年 - 1989年） | 1983年 - 1993年 |
| 第101議会 （1989年 - 1991年） | 1983年 - 1993年 |
| 第102議会 （1991年 - 1993年） | 1983年 - 1993年 |
| 第103議会 （1993年 - 1995年） | 1993年 - 2003年 |
| 第104議会 （1995年 - 1997年） | 1993年 - 2003年 |
| 第105議会 （1997年 - 1999年） | 1993年 - 2003年 |
| 第106議会 （1999年 - 2001年） | 1993年 - 2003年 |
| 第107議会 （2001年 - 2003年)  | 1993年 - 2003年 |
| 第108議会 （2003年 - 2005年） | 2003年 - 2013年 |
| 第109議会 （2005年 - 2007年） | 2003年 - 2013年 |
| 第110議会 （2007年 - 2009年） | 2003年 - 2013年 |
| 第111議会 （2009年 - 2011年） | 2003年 - 2013年 |
| 第112議会 （2011年 - 2013年） | 2003年 - 2013年 |
| 第113議会 （2013年 - 2015年） | 2013年 - 現在   |
| 第114議会 （2015年 - 2017年） | 2013年 - 現在   |
| 第115議会 （2017年 - 2019年） | 2013年 - 現在   |
| 第116議会 （2019年 - 2021年） | 2013年 - 現在   |
| 第117議会 （2021年 - 2023年） | 2013年 - 現在   |

## 大統領選挙の結果
1964年以来、ハワイ州には現在4人の選挙人が配分されている。
以下は2000年以降の大統領選挙の結果である。
| 年     | 勝利候補                   | 敗北候補                    |
| ------ | -------------------------- | --------------------------- |
| 2000年 | アル・ゴア (55%)           | ジョージ・W・ブッシュ(39%)  |
| 2004年 | ジョン・ケリー (53%)       | ジョージ・W・ブッシュ (47%) |
| 2008年 | バラク・オバマ (70%)       | ジョン・マケイン (28%)      |
| 2012年 | バラク・オバマ (70%)       | ミット・ロムニー (29%)      |
| 2016年 | ヒラリー・クリントン (63%) | ドナルド・トランプ (30%)    |
| 2020年 | ジョー・バイデン (64%)     | ドナルド・トランプ (35%)    |